# Anna Cobb
Pour les articles homonymes, voir Cobb.
Anna Cobb, née en 2003 à Plano, au Texas (États-Unis), est une actrice américaine.
Anna Cobb a gagné en renommée nationale grâce à son rôle dans le film We're All Going to the World's Fair sorti à Sundance en 2021. 

## Biographie
Anna Cobb joue dans le court métrage Beauty Marks réalisé par Gina Hackett, où elle incarne le personnage de Zadie.
Dans le film We're All Going to the World's Fair (2021) de Jane Schoenbrun, elle incarne le personnage principal de Casey et remporte le prix spécial du jury du long métrage narratif à l'Indie Memphis Film Festival. Anna Cobb partage l'opinion que les adolescents sont souvent représentés de manière flashy ou à l'aise dans leur peau. 
En 2022, Anna Cobb continue à se faire connaître en travaillant sur le film The Head of John the Baptist, réalisé par Katherine Lombardi. 
Anna Cobb réside à New York.

## Filmographie partielle

### Au cinéma
- 2020 :  Beauty Marks  : Zadie (court métrage)
- 2021 :  We're All Going to the World's Fair  : Casey
- 2022 :  Bones and All  : Kayla
- The Head of John the Baptist  : Margot (en post-production)

## Récompenses et distinctions
- 2021 : Indie Memphis Film Festival : Special Jury Award for Narrative Feature pour We're All Going to the World's Fair
- 2021 : Grimmfest : Prix de la meilleure actrice pour son rôle dans We're All Going to the World's Fair